# Heike Kemmer
Heike Kemmer (n. 24 aprilie 1962, Berlin, RDG) este o sportivă germană, medaliată olimpică. A participat la 2 ediții ale Jocurilor Olimpice (2004, 2008) în care a câștigat două medalii de aur și o medalie de bronz.